# Первый кабинет Мицотакиса
Первый кабинет Мицотакиса (греч. Κυβέρνηση Κυριάκου Μητσοτάκη) — однопартийное правительство Греции, сформированное 9 июля 2019 года премьер-министром Кириакосом Мицотакисом, лидером партии «Новая демократия» после её победы на парламентских выборах 7 июля 2019 года. Сменило правительство Алексиса Ципраса.
Кириакос Мицотакис принёс присягу 8 июля 2019 года. 9 июля 2019 года правительство Мицотакиса принесло присягу. Вице-премьером стал Панайотис Пикрамменос, бывший премьер-министр.
На смену кабинету Мицотакиса 25 мая 2023 года пришло техническое правительство под руководством премьер-министра Иоанниса Сармаса после парламентских выборов 21 мая 2023 года, по результатам которых не было сформировано правительство.Целью технического правительства является проведение повторных выборов 25 июня. По результатам повторных выборов 26 июня 2023 года Кириакос Мицотакис вступил в должность премьер-министра Греции на второй срок. Правительство принесло присягу 27 июня 2023 года.

## Состав
В кабинете две женщины.
| Кабинет Мицотакиса                                                                                        |                                                 |                                                                                         |                                                    |
| Пост | Имя                                             | Период полномочий                                                                       | Партия                                             |
| Премьер-министр                                                                                           | Кириакос Мицотакис                              | с 8 июля 2019 года                                                                      | «Новая демократия»                                 |
| Вице-премьер                                                                                              | Панайотис Пикрамменос                           | с 9 июля 2019 года                                                                      | «Новая демократия»                                 |
| Министр финансов                                                                                          | Христос Стайкурас                               | с 9 июля 2019 года                                                                      | «Новая демократия»                                 |
| Министр развития и инвестиций                                                                             | Адонис Георгиадис                               | с 9 июля 2019 года                                                                      | «Новая демократия»                                 |
| Министр иностранных дел                                                                                   | Никос Дендиас                                   | с 9 июля 2019 года                                                                      | «Новая демократия»                                 |
| Министр защиты граждан                                                                                    | Михалис Хрисохоидис Такис Теодорикакос          | 9 июля 2019 — 31 августа 2021 31 августа 2021 — 26 мая 2021                             | беспартийный «Новая демократия»                    |
| Министр национальной обороны                                                                              | Николаос Панайотопулос                          | с 9 июля 2019 года                                                                      | «Новая демократия»                                 |
| Министр образования и религий                                                                             | Ники Керамеос                                   | с 9 июля 2019 года                                                                      | «Новая демократия»                                 |
| Министр труда и социального обеспечения                                                                   | Яннис Вруцис Костис Хадзидакис                  | 9 июля 2019 — 5 января 2021 5 января 2021 – 26 мая 2023                                 | «Новая демократия»                                 |
| Министр здравоохранения                                                                                   | Василис Кикилиас Танос Плеврис                  | 9 июля 2019 — 31 августа 2021 31 августа 2021 — 26 мая 2023                             | «Новая демократия»                                 |
| Министр окружающей среды и энергетики                                                                     | Костис Хадзидакис Костас Скрекас                | 9 июля 2019 — 5 января 2021 5 января 2021 — 26 мая 2023                                 | «Новая демократия»                                 |
| Министр культуры и спорта                                                                                 | Лина Мендони                                    | с 9 июля 2019 года                                                                      | беспартийная                                       |
| Министр юстиции                                                                                           | Костас Цьярас                                   | с 9 июля 2019 года                                                                      | «Новая демократия»                                 |
| Министр внутренних дел                                                                                    | Такис Теодорикакос Макис Воридис Каллиопи Спану | 9 июля 2019 — 5 января 2021 5 января 2021 – 23 апреля 2023 23 апреля — 26 мая 2023      | «Новая демократия» «Новая демократия» беспартийная |
| Министр по вопросам миграции и убежища                                                                    | Нотис Митаракис                                 | с 15 января 2020 года                                                                   | «Новая демократия»                                 |
| Министр государства и цифрового управления                                                                | Кирьякос Пиерракакис                            | с 9 июля 2019 года                                                                      | «Новая демократия»                                 |
| Министр инфраструктуры и транспорта                                                                       | Костас Караманлис Йоргос Герапетритис           | 9 июля 2019 — 1 марта 2023 1 марта — 26 мая 2023                                        | «Новая демократия»                                 |
| Министр судоходства и островной политики                                                                  | Иоаннис Плакиотакис                             | с 9 июля 2019 года                                                                      | «Новая демократия»                                 |
| Министр сельского развития и продовольствия                                                               | Макис Воридис Спилиос Ливанос Йоргос Георгантас | 9 июля 2019 — 5 января 2021 5 января 2021 — 8 февраля 2022 8 февраля 2022 – 26 мая 2023 | «Новая демократия»                                 |
| Министр туризма                                                                                           | Харис Теохарис Василис Кикилиас                 | 9 июля 2019 — 31 августа 2021 с 31 августа 2021                                         | «Новая демократия»                                 |
| Государственный министр                                                                                   | Йоргос Герапетритис                             | с 9 июля 2019 года                                                                      | «Новая демократия»                                 |
| Вице-премьер, ответственный за координацию правительства                                                  | Акис Скерцос                                    | с 9 июля 2019 года                                                                      | «Новая демократия»                                 |
| Вице-премьер, ответственный за массовую информацию и коммуникацию Официальный представитель правительства | Стелиос Пецас                                   | с 9 июля 2019 года                                                                      | «Новая демократия»                                 |
| Министр по вопросам климатического кризиса и гражданской защиты Греции                                    | Христос Стилианидис                             | с 10 сентября 2021 года                                                                 | беспартийный                                       |